# Ceperanite
Ceperanite (bułg. Цепераните) – wieś w Bułgarii, w obwodzie Wielkie Tyrnowo, w gminie Wielkie Tyrnowo. Wieś wymarła.
Osada Ceperani położona jest w malowniczym regionie środkowej Starej Płaniny. U podnóża szczytów Małyk i Golam Bełnowrych. W pobliżu znajdują się schroniska Chimik i Gramadliwa, do których można dojść oznakowaną ścieżką turystyczną, rozpoczynającą się od wsi Sejmenite.

## Osoby związane z miejscowością

### Urodzeni
- Mitju Mitew (1932–1991) – lokalny historyk, piosenkarz ludowy, społecznik.
- Bogdan Ceperanski – bułgarski hajduszki wojwoda
- Wojczo wojwoda Ceperanski – bułgarski hajduszki wojwoda